# Filippo d'Aquino
Filippo d'Aquino, nato Mordekhaï Crescas (spesso italianizzato in Giuda Mordecai) (Carpentras, 1575 – Parigi, 1650), è stato un medico, filologo e orientalista francese.

## Biografia
Figlio di un rigattiere ebreo, ebbe modo di studiare medicina per alcuni anni senza mai del resto conseguire un titolo di studio. Venne scomunicato dalla propria comunità religiosa per aver disatteso all'obbligo del sabato e per questo decise di abbandonare Carpentras alla volta dell'Italia dove si convertì il cattolicesimo e venne battezzato ad Aquino, adottando il nome di Filippo ed il cognome derivato dalla sua città d'adozione. Tornato a Parigi, nel 1610 fu professore di ebraico ed aramaico al Collège royal, pur interessandosi particolarmente alla medicina. Rinomato per le sue qualità, venne chiamato come esperto da Maria de Medici e da Concino Concini. Nel 1617 venne coinvolto nel processo a Leonora Dori Galigai, accusata di stregoneria. Fu padre di Louis-Henri d'Aquin che fu medico e fondò una dinastia di medici reali e di vescovi che ebbero molta fortuna durante i regni di Luigi XIV e Luigi XV. Particolarmente rilevante fu suo nipote Antoine d'Aquin che fu medico personale di Luigi XIV.
Si rese celebre per le sue opere filologiche relative alla lingua ebraica ed alla tradizione rabbinica e cabalistica. Prese parte all'elaborazione della Bibbia poliglotta di Guy Michel Le Jay, realizzata tra il 1628 ed il 1645, dedicandosi in particolare alla stesura in ebraico del Nuovo Testamento.

## Opere
- Primigenæ voces, seu radices breves linguæ sanctæ (Parigi, 1620);
- Pirḳe Aboth, Sententiæ rabbinorum, hebraice cum Latina versione (Parigi, 1620, con un'edizione ebraico-italiana dal titolo Sentenze : Parabole di rabbini, tradotte da Philippo Daquin. [1]); una traduzione in francese apparirà anche nel 1629;
- Veterum rabbinorum in exponendo Pentateucho modi tredecim (Parigi, 1620); [2]
- Dissertation du Tabernacle et du camp des Israélites (Parigi, 1623), abbinata a un saggio sui sacrifici;
- Interpretatio arboris cabbalisticæ (Parigi, 1625, sull'«Albero della vita» dei cabalisti); [3]
- Beḥinat 'Olam (Examen du monde) di Yedaiah Bedersi (rabbino di Perpignano del XIV secolo; ebraico-francese, Parigi, 1629);
- Ma'arik ha-Ma'areket, Dictionarium Hebraicum, Chaldaicum, Talmudico-Rabbinicum (Parigi, 1629);
- Kina, Lacrimæ in obitum cardinalis de Berulli (Parigi, 1629).